# Julodis andreae
Julodis andreae es una especie de escarabajo del género Julodis, familia Buprestidae. Fue descrita científicamente por Olivier en 1790.